# S-tog A

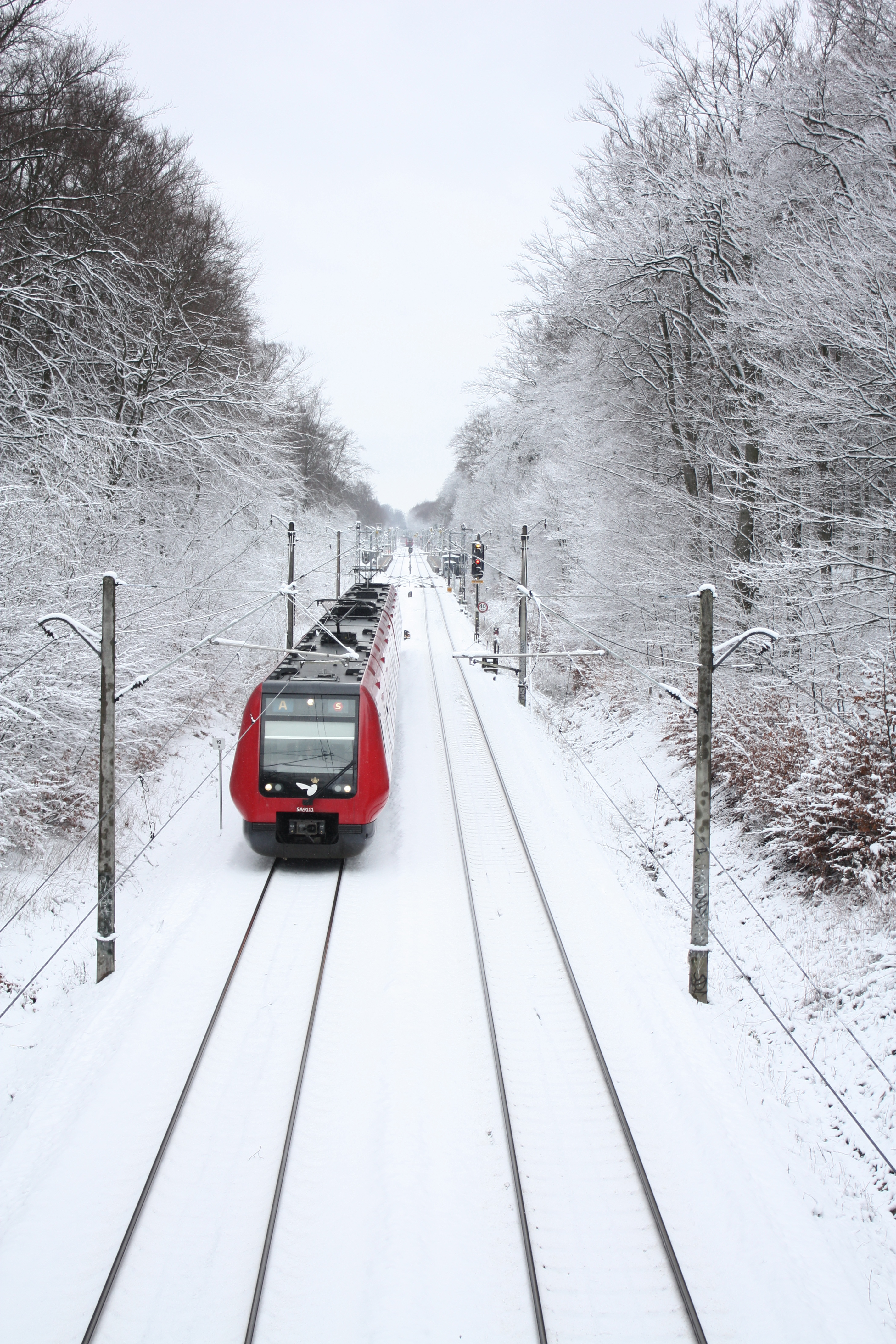
Lijn A op het traject Hareskovbanen.

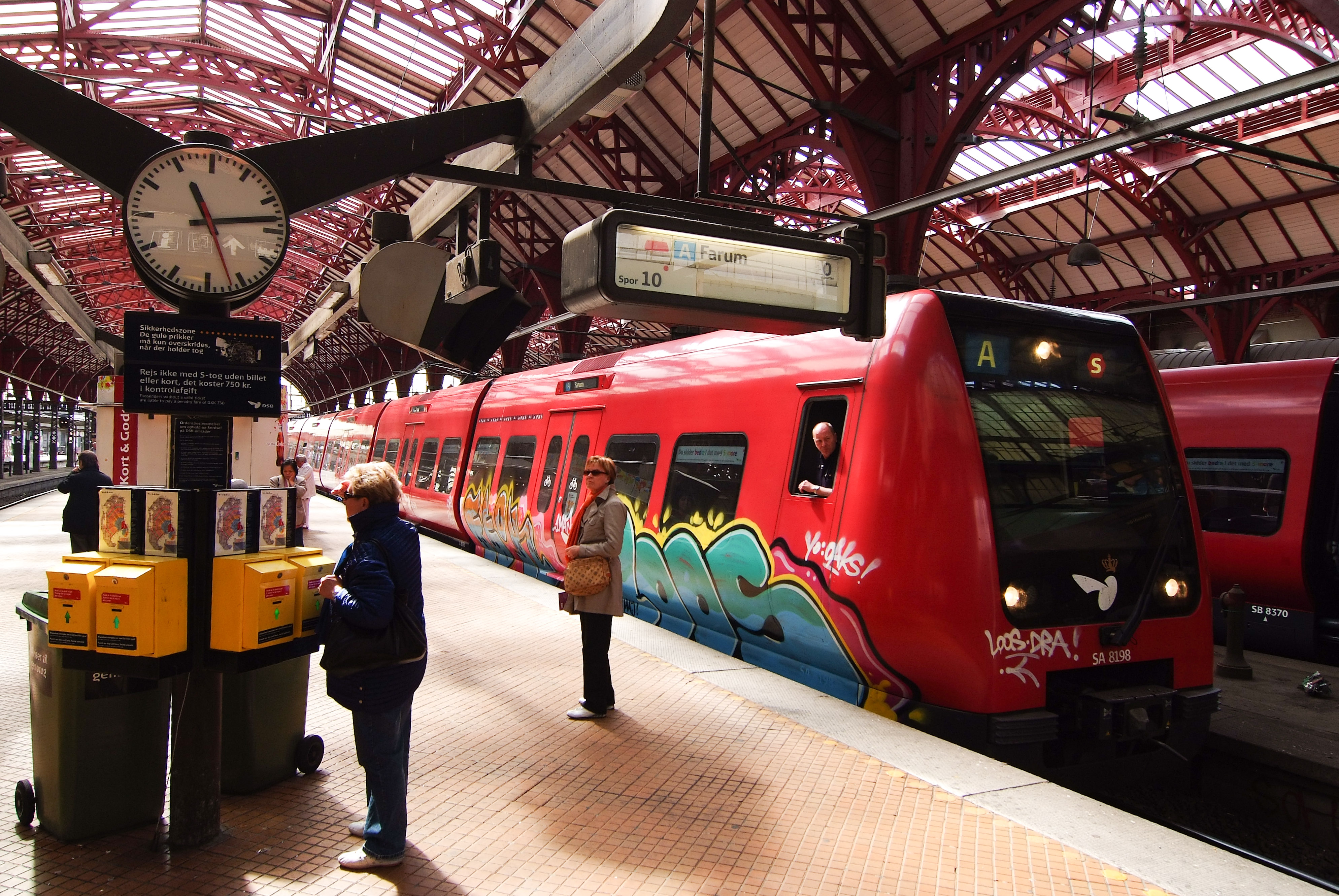
Lijn A op Københavns Hovedbanegård.

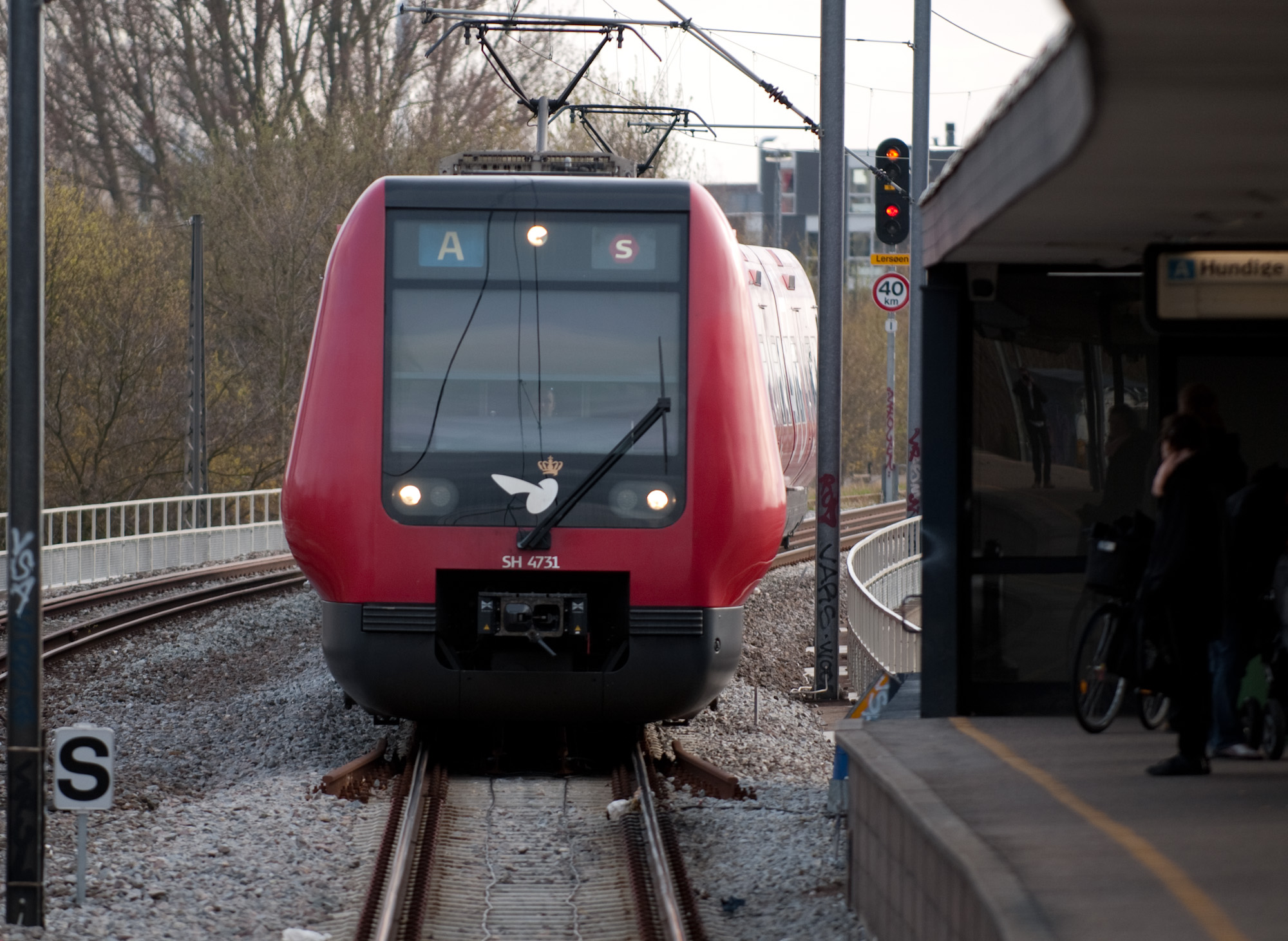
Lijn A op station Ryparken richting Hundige.

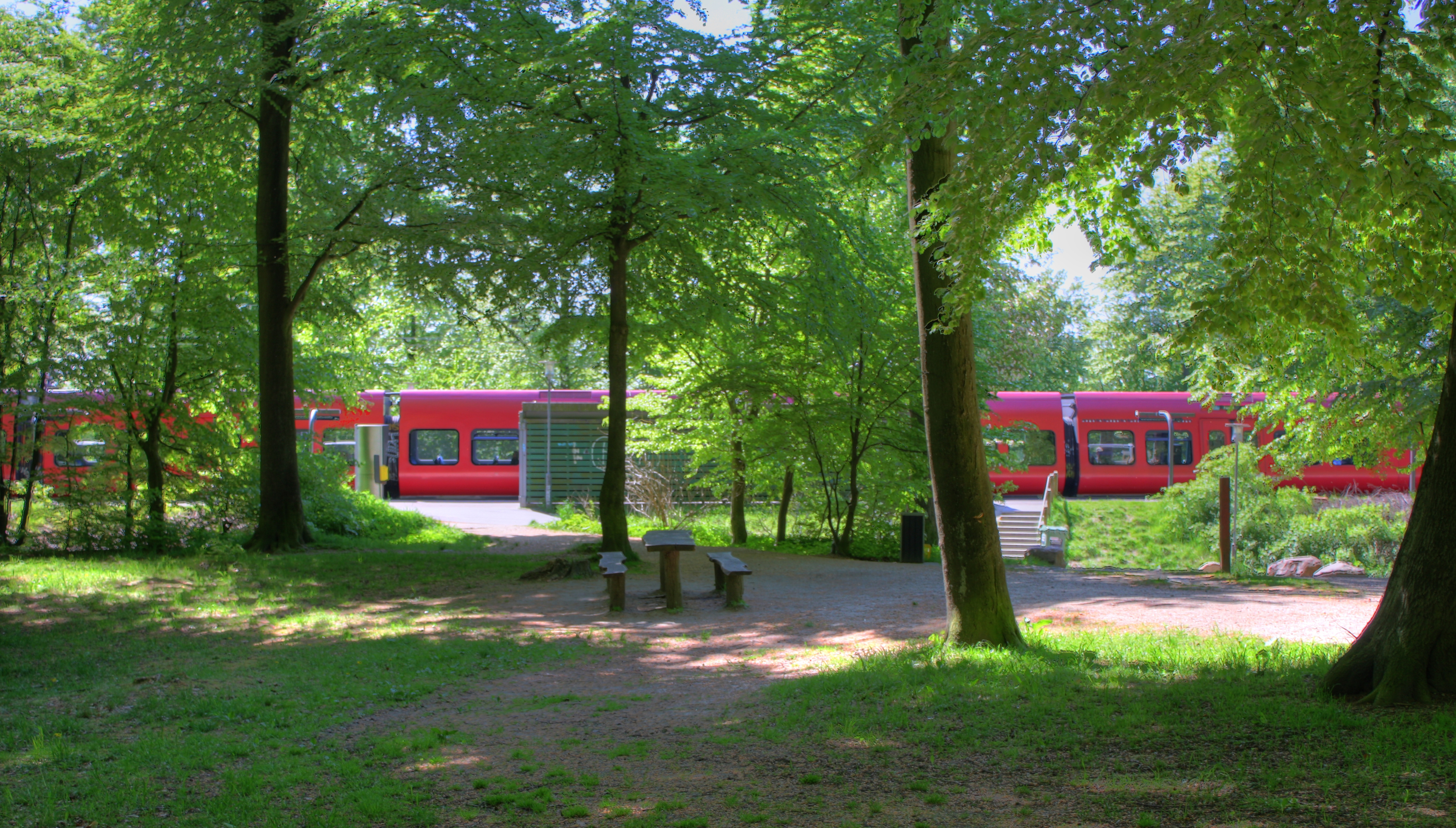
Lijn A op station Hareskov.

S-tog A is een S-toglijn tussen Hillerød en Hundige/Solrød Strand via Københavns Hovedbanegård. Tot aan 2007 werd alleen een 20 minutendienst gereden, aangevuld met de lijn A+ (1994 - 2007) (1972 - 1992 als Ax)

## Geschiedenis
Sinds de opening van het eerste deel van de Køge Bugt-banen in 1972, is de letter A gebruikt voor het gedeelte van Københavns Hovedbanegård richting Station Hundige. Lijn A bediende lange tijd de Klampenborgbanen.
| Naam | Zuid-einde                                                                                 | Jaar      | Noord-einde                                                                                  |
| ---- | ------------------------------------------------------------------------------------------ | --------- | -------------------------------------------------------------------------------------------- |
| 1a   | alle haltes tot aan Valby                                                                  | 1934–1940 | Klampenborgbanen: alle haltes tot aan Klampenborg                                            |
| 1a   | eindstation op København H                                                                 | 1940–1950 | Klampenborgbanen: alle haltes tot aan Klampenborg                                            |
| A    | Frederikssundbanen: alle haltes tot aan Vanløse                                            | 1950–1952 | Klampenborgbanen: alle haltes tot aan Klampenborg                                            |
| A    | Zoals de voorgaande jaren, echter tijdens de spits verlengd naar Herlev                    | 1952–1972 | Klampenborgbanen: alle haltes tot aan Klampenborg                                            |
| A    | Køge Bugt-banen: alle haltes tot aan Vallensbæk                                            | 1972–1976 | Klampenborgbanen: alle haltes tot aan Klampenborg                                            |
| A    | alle haltes tot aan Hundige                                                                | 1976–1979 | Klampenborgbanen: alle haltes tot aan Klampenborg                                            |
| A    | alle haltes tot aan Hundige; In de avond en weekend door naar Solrød Strand                | 1979–1983 | Nordbanen: alle haltes tot aan Holte                                                         |
| A    | alle haltes tot aan Hundige                                                                | 1983–1989 | Nordbanen: alle haltes tot aan Holte                                                         |
| A    | alle haltes tot aan Hundige                                                                | 1989–1999 | Nordbanen: naar Hillerød, zonder stop tussen Østerport en Hellerup en tussen Lyngby en Holte |
| A    | alle haltes tot aan Hundige                                                                | 1999–2007 | Zoals voorgaande jaren, echter alle haltes tot aan Hellerup                                  |
| A    | alle haltes tot aan Hundige                                                                | 2007–2009 | Hareskovbanen: alle haltes tot aan Farum                                                     |
| A    | alle haltes tot aan Hundige; tijdens daguren reden enkele diensten door naar Solrød Strand | Dec 2009– | Hareskovbanen: alle haltes tot aan Farum                                                     |

Tot aan 2007 waren er aparte lijnaanduidingen voor de extra treindiensten die de hoofdlijn versterkte in de daguren. Ten eerste daar de lijnen niet dezelfde haltes aandeden, en ten tweede daar iedere lijn maximaal driemaal per uur mocht rijden.

### Ax, K, A+
De eerste aanvullende lijn was een spitstrein met de afkorting Ax. Deze dienst begon in 1972 met de opening van de Køgelijn. Vanaf 1992 werd de lijn op gegradeerd naar daglijn en werd de nieuwe letter K. Deze werd echter het jaar daarop reeds tot A+ omgedoopt.
| Naam                                      | Zuid-einde                                                      | Jaar      | Noord-einde                            |
| ----------------------------------------- | --------------------------------------------------------------- | --------- | -------------------------------------- |
| Ax                                        | Køge Bugt-banen: alle haltes tot aan Vallensbæk                 | 1972–1976 | eindstation op Hellerup                |
| Ax                                        | alle haltes tot aan Hundige                                     | 1976–1979 | eindstation op Hellerup                |
| Ax                                        | naar Hundige niet alle haltes                                   | 1979–1983 | eindstation op Hellerup of Østerport   |
| Ax                                        | naar Hundige, zonder stop tussen København H - Friheden         | 1983–1992 | eindstation op Østerport               |
| K                                         | naar Hundige, zonder stop tussen København H - Friheden         | 1992–1993 | eindstation op Østerport               |
| A+                                        | naar Hundige, zonder stop tussen København H - Friheden         | 1993–1995 | eindstation op Østerport               |
| A+                                        | naar Køge, zonder stop tussen København H en Sjælør en Friheden | 1995–1998 | eindstation op Østerport               |
| A+                                        | zoals de voorgaande jaren, echter met stop op Sydhavn           | 1998–2002 | eindstation op Østerport               |
| A+                                        | zoals de voorgaande jaren, echter met stop op Dybbølsbro        | 2002–2005 | eindstation op Østerport               |
| A+                                        | zoals de voorgaande jaren, echter met stop op Dybbølsbro        | 2006–2007 | Hareskovbanen: naar Buddinge (ma-vrij) |
| Ingevoegd bij lijn A vanaf september 2007 |                                                                 |           |                                        |

## Stations
| Station          | Overstappunt | Foto * | Type                         | Geopend           | Ligging                        | Opmerkingen                                                                       |
| ---------------- | ------------ | ------ | ---------------------------- | ----------------- | ------------------------------ | --------------------------------------------------------------------------------- |
| Hillerød         | Lokaltog     | 100 !  | maaiveld                     | 8 juni 1864       | 55° 55′ 37″ NB, 12° 18′ 39″ OL |                                                                                   |
| Allerød          |              | 110 !  | maaiveld                     | 8 juni 1864       | 55° 52′ 16″ NB, 12° 21′ 25″ OL |                                                                                   |
| Høvelte Trinbræt |              | 115 !  | maaiveld                     | 1951              | 55° 51′ 4″ NB, 12° 23′ 17″ OL  | Dit station bedient een kazerne en is niet in de normale dienstregeling opgenomen |
| Birkerød         |              | 120 !  | maaiveld                     | 8 juni 1864       | 55° 50′ 25″ NB, 12° 25′ 25″ OL |                                                                                   |
| Holte            |              | 130 !  | maaiveld                     | 8 juni 1864       | 55° 48′ 27″ NB, 12° 28′ 7″ OL  |                                                                                   |
| Lyngby           |              | 160 !  | maaiveld                     | 1 oktober 1863    | 55° 45′ 5″ NB, 12° 30′ 11″ OL  |                                                                                   |
| Jægersborg       | Lokaltog     | 170 !  | viaductstation               | 15 mei 1936       | 55° 45′ 42″ NB, 12° 31′ 17″ OL |                                                                                   |
| Hellerup         |              | 340 !  | maaiveld                     | 22 juli 1863      | 55° 43′ 51″ NB, 12° 34′ 1″ OL  |                                                                                   |
| Svanemøllen      |              | 360 !  | maaiveld                     | 15 mei 1934       | 55° 42′ 56″ NB, 12° 34′ 41″ OL |                                                                                   |
| Nordhavn         |              | 370 !  | talud                        | 15 mei 1934       | 55° 42′ 22″ NB, 12° 35′ 26″ OL |                                                                                   |
| Østerport        |              | 380 !  | uitgraving                   | 2 augustus 1897   | 55° 41′ 35″ NB, 12° 35′ 15″ OL |                                                                                   |
| Nørreport        |              | 390 !  | ondiep gelegen zuilenstation | 1 juli 1918       | 55° 40′ 59″ NB, 12° 34′ 16″ OL |                                                                                   |
| Vesterport       |              | 400 !  | uitgraving                   | 15 mei 1934       | 55° 40′ 33″ NB, 12° 33′ 45″ OL |                                                                                   |
| København H      |              | 410 !  | maaiveld                     | 1 december 1911   | 55° 40′ 21″ NB, 12° 33′ 51″ OL |                                                                                   |
| Dybbølsbro       |              | 420 !  | maaiveld                     | 1 november 1934   | 55° 39′ 53″ NB, 12° 33′ 34″ OL |                                                                                   |
| Sydhavn          |              | 560 !  | viaductstation               | 1 oktober 1972    | 55° 39′ 17″ NB, 12° 32′ 14″ OL |                                                                                   |
| Sjælør           |              | 570 !  | talud                        | 1 oktober 1972    | 55° 39′ 6″ NB, 12° 31′ 38″ OL  |                                                                                   |
| Ny Ellebjerg     |              | 580 !  | viaductstation               | 6 januari 2007    | 55° 39′ 8″ NB, 12° 30′ 57″ OL  |                                                                                   |
| Åmarken          |              | 590 !  | talud                        | 1 oktober 1972    | 55° 38′ 23″ NB, 12° 29′ 59″ OL |                                                                                   |
| Friheden         |              | 600 !  | talud                        | 1 oktober 1972    | 55° 37′ 44″ NB, 12° 28′ 55″ OL |                                                                                   |
| Avedøre          |              | 610 !  | talud                        | 1 oktober 1972    | 55° 37′ 32″ NB, 12° 27′ 17″ OL |                                                                                   |
| Brøndby Strand   |              | 620 !  | talud                        | 1 oktober 1972    | 55° 37′ 15″ NB, 12° 25′ 21″ OL |                                                                                   |
| Vallensbæk       |              | 630 !  | talud                        | 1 oktober 1972    | 55° 37′ 24″ NB, 12° 23′ 17″ OL |                                                                                   |
| Ishøj            |              | 640 !  | talud                        | 26 september 1976 | 55° 36′ 48″ NB, 12° 21′ 28″ OL |                                                                                   |
| Hundige          |              | 650 !  | maaiveld                     | 26 september 1976 | 55° 35′ 51″ NB, 12° 20′ 1″ OL  |                                                                                   |
| Greve            |              | 660 !  | talud                        | 30 september 1979 | 55° 34′ 52″ NB, 12° 17′ 44″ OL |                                                                                   |
| Karlslunde       |              | 670 !  | talud                        | 30 september 1979 | 55° 33′ 57″ NB, 12° 16′ 8″ OL  |                                                                                   |
| Solrød Strand    |              | 680 !  | talud                        | 30 september 1979 | 55° 32′ 0″ NB, 12° 13′ 5″ OL   |                                                                                   |

- De sorteerwaarde van de foto is de ligging langs de lijn